# Élections législatives tchèques de 2002
Les élections législatives tchèques de 2002 (en tchèque : Volby do Poslanecké sněmovny Parlamentu České republiky 2002) se tiennent les vendredi 14 et samedi 15 juin 2002, afin d'élire les 200 députés de la 4e législature de la Chambre des députés pour un mandat de quatre ans.
Le scrutin est marqué par une nouvelle victoire du Parti social-démocrate tchèque (ČSSD), au pouvoir depuis 1998. Vladimír Špidla accède aux fonctions de président du gouvernement à la tête d'une coalition de centre gauche bénéficiant de l'exacte majorité absolue.

## Contexte
Aux élections législatives anticipées des 19 et 20 juin 1998, le Parti social-démocrate tchèque (ČSSD) de Miloš Zeman remporte la majorité relative avec 32,3 % des suffrages exprimés et 74 députés sur 200.
Le Parti démocratique civique (ODS) de Václav Klaus — président du gouvernement entre 1992 et 1997 et artisan de l'indépendance du pays — se contente de la deuxième place en réunissant 27,7 % des voix et 63 parlementaires. Il est suivi par le Parti communiste de Bohême et Moravie (KSČM), qui reste le troisième parti de Tchéquie en totalisant 11,03 % des suffrages et 24 élus.
Deux autres partis obtiennent une représentation à la Chambre des députés : l'Union chrétienne démocrate - Parti populaire tchécoslovaque (KDU-ČSL), qui remporte 9 % des exprimés et 20 députés, et l'Union de la liberté (US), qui rassemble 8,6 % des voix et 19 sièges.
Bien que les partis de centre droit et de droite bénéficient donc d'une très courte majorité absolue avec 102 élus, Zeman accède au pouvoir après avoir passé un accord avec Klaus, connu sous le nom d'« accord d'opposition » (en tchèque : opoziční smlouva). Cette forme de « grande coalition » donne au ČSSD la présidence du gouvernement et à l'ODS la présidence de la Chambre des députés.
Les élections régionales du 12 novembre 2000 constituent un sévère désaveu pour le Parti social-démocrate. Avec 14,66 % des voix dans les 13 régions tchèques, il est nettement devancé par le Parti démocratique civique, qui remporte 23,8 % des suffrages, la « Coalition des Quatre » (4K, formée autour de l'Union chrétienne-démocrate), qui totalise 22,9 % des voix, et le Parti communiste, qui réunit 21,1 % des exprimés. Huit présidents de région sont ainsi issus de l'ODS et cinq de la KDU-ČSL. Le même jour, les élections sénatoriales confirment l'impopularité des sociaux-démocrates qui obtiennent un seul sénateur sur les 27 remis en jeu, perdant ainsi huit de leurs sièges.
Trois mois après, le ministre du Travail Vladimír Špidla devient président du ČSSD en remplacement de Miloš Zeman.

## Mode de scrutin
La Chambre des députés (en tchèque : Poslanecká sněmovna) est la chambre basse du Parlement tchèque.
Elle se compose de 200 députés élus pour un mandat de quatre ans au scrutin proportionnel d'Hondt avec vote préférentiel dans 14 circonscriptions électorales qui correspondent aux 13 régions et à Prague.
Un seuil électoral est fixé à l'échelon national : 5 % des suffrages exprimés pour un parti, 10 % pour les coalitions de deux partis, 15 % pour les coalitions de trois partis et 20 % pour les coalitions de quatre partis et plus.
Lors du vote, en plus de celui pour la liste de parti de leur choix, les électeurs peuvent aussi indiquer leur préférence pour un maximum de quatre des candidats inscrits sur la liste. Les candidats recueillant plus de 5 % des suffrages préférentiels à l'échelon régional sont placés en haut de la liste de leur parti. Lorsque plusieurs candidats recueillent plus de 5 % des votes préférentiels, ils sont classés par ordre du nombre total de votes préférentiels qu'ils ont recueillis.
Le vote n'est pas obligatoire.

## Campagne

### Principales forces politiques
| Formation | Formation | Chef de file                                       | Idéologie                                                               | Score en 1998              |
| --------- | --- | -------------------------------------------------- | ----------------------------------------------------------------------- | -------------------------- |
|           | Parti social-démocrate tchèque Česká strana sociálně demokratická                                                         | Vladimír Špidla (Ministre du Travail)              | Centre gauche Social-démocratie, socialisme démocratique, keynésianisme | 32,3 % des voix 74 députés |
|           | Parti démocratique civique Občanská demokratická strana                                                                   | Václav Klaus (Président de la Chambre des députés) | Droite Libéralisme économique, conservatisme, euroscepticisme           | 27,7 % des voix 63 députés |
|           | Parti communiste de Bohême et Moravie Komunistická strana Čech a Moravy                                                   | Miroslav Grebeníček                                | Gauche Socialisme, néocommunisme                                        | 11,0 % des voix 24 députés |
|           | Union chrétienne démocrate - Parti populaire tchécoslovaque Křesťanská a demokratická unie - Československá strana lidová | Cyril Svoboda                                      | Centre droit Conservatisme, démocratie chrétienne, libéralisme          | 9,0 % des voix 20 députés  |
|           | Union de la liberté-Union démocratique Unie svobody-Demokratická unie                                                     | Cyril Svoboda                                      | Centre droit Conservatisme, démocratie chrétienne, libéralisme          | 8,6 % des voix 19 députés  |

## Résultats
|                        |                                                                       |           |       |      |        |               |
| Parti                  | Parti                                                                 | Voix      | %     | +/-  | Sièges | +/-           |
|                        | Parti social-démocrate tchèque (ČSSD)                                 | 1 440 279 | 30,20 | 2,11 | 70     | 4             |
|                        | Parti démocratique civique (ODS)                                      | 1 166 975 | 24,47 | 3,27 | 58     | 5             |
|                        | Parti communiste de Bohême et Moravie (KSČM)                          | 882 653   | 18,51 | 7,48 | 41     | 17            |
|                        | Union chrétienne démocrate - Parti populaire tchécoslovaque (KDU-ČSL) | 680 671   | 14,27 | 4,77 | 23     | 3             |
|                        | Union de la liberté-Union démocratique (US-DEU)                       | 680 671   | 14,27 | 4,77 | 8      | 11            |
|                        | Union des indépendants (SNK)                                          | 132 699   | 2,78  | Nv.  | 0      | en stagnation |
|                        | Parti vert (SZ)                                                       | 112 929   | 2,36  | 1,24 | 0      | en stagnation |
|                        | Les Républicains de Miroslav Sládek (cs) (RMS)                        | 46 325    | 0,97  | Nv.  | 0      | en stagnation |
|                        | Parti rural - Forces civiles unies (SV-SOS)                           | 41 773    | 0,87  | Nv.  | 0      | en stagnation |
|                        | Parti de l'assurance vie (SŽJ)                                        | 41 404    | 0,86  | 2,20 | 0      | en stagnation |
|                        | Parti national social tchèque (ČSNS)                                  | 38 655    | 0,81  | 0,52 | 0      | en stagnation |
|                        | Espérer (Naděje)                                                      | 29 955    | 0,62  | Nv.  | 0      | en stagnation |
|                        | Bloc de droite (PB)                                                   | 28 163    | 0,59  | Nv.  | 0      | en stagnation |
|                        | Alliance civique démocratique (ODA)                                   | 24 278    | 0,50  | Abs. | 0      | en stagnation |
|                        | Choix pour l'avenir (VPB)                                             | 16 730    | 0,35  | Nv.  | 0      | en stagnation |
|                        | Parti démocrate morave (MODS)                                         | 12 957    | 0,27  | 0,10 | 0      | en stagnation |
|                        | Autres partis                                                         | 71 560    | 1,50  | –    | 0      | –             |
|                        |                                                                       |           |       |      |        |               |
| Votes valides          | Votes valides                                                         | 4 768 006 | 99,56 |      |        |               |
| Votes blancs et nuls   | Votes blancs et nuls                                                  | 21 139    | 0,44  |      |        |               |
| Total                  | Total                                                                 | 4 789 145 | 100   | –    | 200    | en stagnation |
| Abstention             | Abstention                                                            | 3 475 339 | 42,05 |      |        |               |
| Inscrits/Participation | Inscrits/Participation                                                | 8 264 484 | 57,95 |      |        |               |

### Analyse
Alors que les deux principaux partis politiques du pays connaissent un recul comparable, le KSČM réalise une poussée importante, confirmant sa place de troisième force politique en Tchéquie. Il devance facilement la coalition politique formée par la KDU-ČSL et l'US-DEU, qui ne profite d'ailleurs qu'aux chrétiens-démocrates, puisque les libéraux perdent plus de la moitié de leurs sièges. Comme en 1996, aucune autre formation ne parvient à passer le seuil des 5 % des suffrages exprimés, requis pour faire son entrée à la Chambre.

### Conséquences
Ayant fait le choix de ne pas maintenir la coopération avec l'ODS, le ministre du Travail, Vladimír Špidla, qui se refuse à toute alliance avec les communistes, décide de former une coalition avec la KDU-ČSL et l'US-DEU, qui ne détient que 101 sièges sur 200 à la Chambre des députés. Son gouvernement remporte, le 7 août suivant, le vote de confiance à la Chambre, par 101 voix pour et 98 contre.